# Lubow Jegorowa
Lubow Iwanowna Jegorowa (ros.: Любовь Ивановна Егорова; ur. 5 maja 1966 w Siewiersku) – radziecka i rosyjska biegaczka narciarska, dziewięciokrotna medalistka olimpijska, sześciokrotna medalistka mistrzostw świata, a także zdobywczyni Pucharu Świata.

## Kariera
W Pucharze Świata w biegach narciarskich zadebiutowała w sezonie 1983/1984. Już w swoim pierwszym starcie zdobyła punkty Pucharu Świata. W sezonie tym nie stanęła na podium, a zgromadzona ilość punktów pozwoliła jej zająć 45. miejsce w klasyfikacji generalnej. Pierwszy raz na podium stanęła 20 lutego 1990 r. we włoskim Val di Fiemme, gdzie zajęła 2. miejsce w biegu na 10 km stylem dowolnym. W tym samym sezonie jeszcze trzy razy stawała na podium oraz kilka razy była w pierwszej dziesiątce, co pozwoliło jej zająć 6. miejsce w klasyfikacji generalnej. Swoje pierwsze zwycięstwo w Pucharze Świata odniosła 16 lutego 1991 r. także w Val di Fiemme, gdzie tym razem wygrała bieg na 30 km techniką dowolną. Łącznie 42 razy stawała na podium zawodów PŚ, w tym 13 razy zwyciężała. Najlepsze wyniki osiągała w sezonie 1992/1993, kiedy to triumfowała w klasyfikacji generalnej. Ponadto w sezonie 1993/1994 była druga, a w sezonach 1990/1991 i 1991/1992 trzecia w klasyfikacji generalnej.
Igrzyska olimpijskie w Albertville w 1992 r. były jej olimpijskim debiutem. Były to zarazem najlepsze igrzyska w jej karierze, zdobyła tam bowiem aż 5 medali. Wraz z Raisą Smetaniną, Larisą Łazutiną i Jeleną Välbe wywalczyła złoty medal w sztafecie 4 × 5 km. Została także indywidualną mistrzynią olimpijską w biegu na 15 km techniką klasyczną oraz w biegu pościgowym. Zdobyła ponadto srebrne medale w biegu na 5 km techniką klasyczną, gdzie uległa Fince Marjut Rolig, oraz w biegu na 30 km techniką dowolną, w którym lepsza była jedynie Włoszka Stefania Belmondo. Bardzo dobre wyniki osiągnęła także na igrzyskach olimpijskich w Lillehammer, gdzie zdobyła cztery medale. Obroniła tytuł mistrzyni olimpijskiej w biegu pościgowym, a wspólnie z koleżankami także w sztafecie. Ponadto zdobyła złoto w biegu na 5 km techniką klasyczną oraz zdobyła srebrny medal w biegu na 15 km stylem dowolnym, przegrywając jedynie z Włoszką Manuelą Di Centą. Startowała także na igrzyskach w Salt Lake City, ale bez sukcesów. W swoim najlepszym starcie, w biegu na 10 km techniką klasyczną zajęła piąte miejsce.
W 1991 r. zadebiutowała na mistrzostwach świata biorąc udział w mistrzostwach w Val di Fiemme. Wspólnie z Raisą Smietaniną, Tamarą Tichonową i Jeleną Välbe zdobyła tam złoty medal w sztafecie, a indywidualnie także w biegu na 30 km techniką dowolną. Dwa lata później, podczas mistrzostw świata w Falun wraz z koleżankami zdobyła kolejne złoto w sztafecie. Ponadto zdobyła srebrny medal w biegu na 5 km techniką klasyczną, w którym lepsza była jej rodaczka Larisa Łazutina. Wywalczyła także brązowy medal w biegu pościgowym plasując się za zwyciężczynią – Włoszką Belmondo oraz drugą na mecie Łazutiną. Jej start na mistrzostwach świata w Trondheim w 1997 r. zakończył się skandalem. Została bowiem zdyskwalifikowana za używanie środków dopingujących (bromantanu) i pozbawiona złotego medalu w biegu na 5 km. Na późniejszych mistrzostwach świata już nie startowała.

## Nagrody i emerytura
W 1994 r. została nagrodzona medalem Holmenkollen wraz z kazachskim biegaczem narciarskim Władimirem Smirnowem i norweskim skoczkiem narciarskim Espenem Bredesenem. Jest honorową obywatelką Petersburga, Siewierska i obwodu tomskiego. 22 kwietnia została uhonorowana tytułem Bohatera Federacji Rosyjskiej, najwyższym tytułem honorowym Rosji. W 1991 r. otrzymała także tytuł Zasłużonego Mistrza Sportu ZSRR.
W 2003 r. zakończyła karierę sportową. Jest mężatką, ma syna. Wraz z rodziną mieszka w Petersburgu, gdzie jest rektorem na miejscowym Państwowym Uniwersytecie Kultury Fizycznej, Sportu i Zdrowia. Od marca 2007 r. jest członkiem Zgromadzenia Ustawodawczego Sankt Petersburga, przedstawicielem zgromadzenia do spraw Edukacji, Kultury i Nauki.
Jegorowa jest także członkiem partii komunistycznej. Była jedną z trzech osób, które stały na czele partii komunistycznej w wyborach do Zgromadzenia Ustawodawczego w dniu 11 marca 2007 roku w Petersburgu.

## Osiągnięcia

### Igrzyska olimpijskie
| Miejsce | Dzień     | Rok  | Miejscowość    | Konkurencja             | Czas biegu | Strata  | Zwyciężczyni      |
| ------- | --------- | ---- | -------------- | ----------------------- | ---------- | ------- | ----------------- |
| 1.      | 9 lutego  | 1992 | Albertville    | 15 km stylem klasycznym | 42:20,8    | –       | –                 |
| 2.      | 13 lutego | 1992 | Albertville    | 5 km stylem klasycznym  | 14:13,8    | +0,9    | Marjut Lukkarinen |
| 1.      | 15 lutego | 1992 | Albertville    | 5+10 km pościgowy       | 40:07,7    | –       | –                 |
| 1.      | 17 lutego | 1992 | Albertville    | Sztafeta 4 × 5 km       | 59:34,8    | –       | –                 |
| 2.      | 21 lutego | 1992 | Albertville    | 30 km stylem dowolnym   | 1:22:30,1  | +21,9   | Stefania Belmondo |
| 2.      | 13 lutego | 1994 | Lillehammer    | 15 km stylem dowolnym   | 39:44,5    | +1:18,5 | Manuela Di Centa  |
| 1.      | 15 lutego | 1994 | Lillehammer    | 5 km stylem klasycznym  | 14:08,8    | –       | –                 |
| 1.      | 17 lutego | 1994 | Lillehammer    | 5+10 km pościgowy       | 41:38,9    | –       | –                 |
| 1.      | 21 lutego | 1994 | Lillehammer    | Sztafeta 4 × 5 km       | 57:12,5    | –       | –                 |
| 5.      | 24 lutego | 1994 | Lillehammer    | 30 km stylem klasycznym | 1:25:41,6  | +1:13,2 | Manuela Di Centa  |
| 5.      | 12 lutego | 2002 | Salt Lake City | 10 km stylem klasycznym | 28:05,6    | +45,1   | Bente Skari       |
| 11.     | 19 lutego | 2002 | Salt Lake City | Sprint stylem dowolnym  | 3:10,6     | –       | Julija Czepałowa  |

### Mistrzostwa świata
| Miejsce | Dzień     | Rok  | Miejscowość   | Konkurencja             | Czas biegu | Strata  | Zwyciężczyni      |
| ------- | --------- | ---- | ------------- | ----------------------- | ---------- | ------- | ----------------- |
| 11.     | 8 lutego  | 1991 | Val di Fiemme | 15 km stylem klasycznym | 14:04,2    | ?       | Jelena Välbe      |
| 8.      | 10 lutego | 1991 | Val di Fiemme | 10 km stylem dowolnym   | 28:25,9    | +1:01,0 | Jelena Välbe      |
| 4.      | 12 lutego | 1991 | Val di Fiemme | 5 km stylem klasycznym  | 14:04,2    | +19,9   | Trude Dybendahl   |
| 1.      | 14 lutego | 1991 | Val di Fiemme | Sztafeta 4 × 5 km       | 55:36.6    | –       | –                 |
| 1.      | 16 lutego | 1991 | Val di Fiemme | 30 km stylem dowolnym   | 28:25,9    | –       | –                 |
| 15.     | 19 lutego | 1993 | Falun         | 15 km stylem klasycznym | 44:49,0    | +3:08,2 | Jelena Välbe      |
| 2.      | 21 lutego | 1993 | Falun         | 5 km stylem klasycznym  | 14:07,6    | +4,5    | Łarisa Łazutina   |
| 3.      | 23 lutego | 1993 | Falun         | 5+10 km pościgowy       | 40:19,0    | +0,7    | Stefania Belmondo |
| 1.      | 25 lutego | 1993 | Falun         | Sztafeta 4 × 5 km       | 54:15,7    | –       | –                 |
| 3.      | 27 lutego | 1993 | Falun         | 30 km stylem dowolnym   | 1:22:41,3  | +1:07,4 | Stefania Belmondo |
| 6.      | 21 lutego | 1997 | Trondheim     | 15 km stylem dowolnym   | 36:28,2    | +1:06,0 | Jelena Välbe      |
| DSQ     | 23 lutego | 1997 | Trondheim     | 5 km stylem klasycznym  | 13:32,7    | –       | Jelena Välbe      |

### Mistrzostwa świata juniorów
| Miejsce | Dzień     | Rok  | Miejscowość | Konkurencja             | Wynik   | Strata | Zwyciężczyni      |
| ------- | --------- | ---- | ----------- | ----------------------- | ------- | ------ | ----------------- |
| 6.      | 14 lutego | 1985 | Täsch       | 10 km stylem klasycznym | 31:24,3 | +43,7  | Anna-Lena Fritzon |
| 1.      | 16 lutego | 1985 | Täsch       | Sztafeta 3 × 5 km       | 44:47,1 | –      | –                 |
| 1.      | 13 lutego | 1986 | Lake Placid | 5 km stylem klasycznym  | 16:10,1 | –      | –                 |
| 2.      | 15 lutego | 1986 | Lake Placid | Sztafeta 3 × 5 km       | 47:08,6 | +15,2  | Norwegia          |
| 2.      | 17 lutego | 1986 | Lake Placid | 15 km stylem dowolnym   | 43:43,8 | +7,8   | Gaby Nestler      |

### Puchar Świata

#### Miejsca w klasyfikacji generalnej
- sezon 1983/1984: 45.
- sezon 1987/1988: 29.
- sezon 1988/1989: 42.
- sezon 1989/1990: 6.
- sezon 1990/1991: 3.
- sezon 1991/1992: 3.
- sezon 1992/1993: 1.
- sezon 1993/1994: 2.
- sezon 1995/1996: 5.
- sezon 1996/1997: 10.
- sezon 1998/1999: 41.
- sezon 1999/2000: 14.
- sezon 2000/2001: 22.
- sezon 2001/2002: 17.
- sezon 2002/2003: 34.

#### Zwycięstwa w zawodach
| Nr  | Dzień        | Rok  | Miejscowość   | Konkurencja             | Czas biegu |
| --- | ------------ | ---- | ------------- | ----------------------- | ---------- |
| 1.  | 16 lutego    | 1991 | Val di Fiemme | 30 km stylem dowolnym   | 1:20:26,8  |
| 2.  | 9 lutego     | 1992 | Albertville   | 15 km stylem klasycznym | 42:20,8    |
| 3.  | 15 lutego    | 1992 | Albertville   | 5+10 km pościgowy       | 40:07,7    |
| 4.  | 18 grudnia   | 1992 | Val di Fiemme | 15 km stylem dowolnym   | 39:18,7    |
| 5.  | 3 stycznia   | 1993 | Kawgołowo     | 30 km stylem klasycznym | 1:39:49,4  |
| 6.  | 6 marca      | 1993 | Lahti         | 5 km stylem dowolnym    | 14:42,4    |
| 7.  | 9 marca      | 1993 | Lillehammer   | 5 km stylem klasycznym  | 42:06,1    |
| 8.  | 8 stycznia   | 1994 | Kawgołowo     | 10 km stylem klasycznym | 30:29,3    |
| 9.  | 15 stycznia  | 1994 | Oslo          | 15 km stylem dowolnym   | 41:16,2    |
| 10. | 15 lutego    | 1994 | Lillehammer   | 5 km stylem klasycznym  | 14:08,8    |
| 11. | 17 lutego    | 1994 | Lillehammer   | 5+10 km pościgowy       | 41:38,9    |
| 12. | 25 listopada | 1995 | Vuokatti      | 5 km stylem klasycznym  | 15:41,3    |
| 13. | 10 grudnia   | 1995 | Davos         | 10 km stylem klasycznym | 41:12,1    |

#### Miejsca na podium
| Nr  | Dzień        | Rok  | Miejscowość    | Konkurencja             | Czas biegu | Strata  | Miejsce | Zwycięzca               |
| --- | ------------ | ---- | -------------- | ----------------------- | ---------- | ------- | ------- | ----------------------- |
| 1.  | 20 lutego    | 1990 | Val di Fiemme  | 10 km stylem dowolnym   | ?          | ?       | 2       | Jelena Välbe            |
| 2.  | 25 lutego    | 1990 | Bohinj         | 10 km stylem klasycznym | ?          | ?       | 2       | Swietłana Nagiejkina    |
| 3.  | 17 marca     | 1990 | Vang           | 2x10 km łączony         | ?          | ?       | 3       | Trude Dybendahl         |
| 4.  | 15 grudnia   | 1990 | Davos          | 15 km stylem klasycznym | ?          | ?       | 2       | Jelena Välbe            |
| 5.  | 20 grudnia   | 1990 | Les Saisies    | 5+10 km pościgowy       | ?          | ?       | 3       | Jelena Välbe            |
| 6.  | 16 lutego    | 1991 | Val di Fiemme  | 30 km stylem dowolnym   | 1:20:26,8  | –       | 1       | –                       |
| 7.  | 2 marca      | 1991 | Lahti          | 15 km stylem dowolnym   | ?          | ?       | 3       | Jelena Välbe            |
| 8.  | 9 marca      | 1991 | Falun          | 15 km stylem dowolnym   | ?          | ?       | 3       | Jelena Välbe            |
| 9.  | 8 grudnia    | 1991 | Silver Star    | 15 km stylem klasycznym | 42:11,5    | +1:00,7 | 3       | Stefania Belmondo       |
| 10. | 14 grudnia   | 1991 | Thunder Bay    | 5 km stylem dowolnym    | 16:50,5    | +15,8   | 2       | Jelena Välbe            |
| 11. | 9 lutego     | 1992 | Albertville    | 15 km stylem klasycznym | 42:20,8    | –       | 1       | –                       |
| 12. | 13 lutego    | 1992 | Albertville    | 5 km stylem klasycznym  | 14:13,8    | +0,9    | 2       | Marjut Lukkarinen       |
| 13. | 15 lutego    | 1992 | Albertville    | 5+10 km pościgowy       | 40:07,7    | –       | 1       | –                       |
| 14. | 21 lutego    | 1992 | Albertville    | 30 km stylem dowolnym   | 1:22:30,1  | +21,9   | 2       | Stefania Belmondo       |
| 15. | 7 marca      | 1992 | Funäsdalen     | 5 km stylem klasycznym  | 13:48,3    | +19,1   | 3       | Marja-Liisa Kirvesniemi |
| 16. | 14 marca     | 1992 | Vang           | 15 km stylem dowolnym   | 41:16,9    | +56,6   | 2       | Jelena Välbe            |
| 17. | 18 grudnia   | 1992 | Val di Fiemme  | 15 km stylem dowolnym   | 39:18,7    | –       | 1       | –                       |
| 18. | 3 stycznia   | 1993 | Kawgołowo      | 30 km stylem klasycznym | 1:39:49,4  | –       | 1       | –                       |
| 19. | 16 stycznia  | 1993 | Cogne          | 10 km stylem dowolnym   | 25:13,7    | +32,7   | 3       | Stefania Belmondo       |
| 20. | 21 lutego    | 1993 | Falun          | 5 km stylem klasycznym  | 14:07,6    | +4,5    | 2       | Łarisa Łazutina         |
| 21. | 23 lutego    | 1993 | Falun          | 5+10 km pościgowy       | 40:19,0    | +0,7    | 2       | Stefania Belmondo       |
| 22. | 27 lutego    | 1993 | Falun          | 30 km stylem dowolnym   | 1:22:41,3  | +1:00,7 | 3       | Stefania Belmondo       |
| 23. | 6 marca      | 1993 | Lahti          | 5 km stylem dowolnym    | 14:42,4    | –       | 1       | –                       |
| 24. | 9 marca      | 1993 | Lillehammer    | 5 km stylem klasycznym  | 42:06,1    | –       | 1       | –                       |
| 25. | 9 marca      | 1993 | Lillehammer    | 5 km stylem klasycznym  | 15:14,8    | +17,5   | 2       | Trude Dybendahl         |
| 26. | 19 marca     | 1993 | Štrbské Pleso  | 10 km stylem klasycznym | 29:21,7    | +16,2   | 2       | Jelena Välbe            |
| 27. | 11 grudnia   | 1993 | Santa Caterina | 5 km stylem klasycznym  | 14:40,2    | +21,1   | 2       | Jelena Välbe            |
| 28. | 21 grudnia   | 1993 | Dobbiaco       | 5 km stylem klasycznym  | 44:18,6    | +13,6   | 2       | Manuela Di Centa        |
| 29. | 8 stycznia   | 1994 | Kawgołowo      | 10 km stylem klasycznym | 30:29,3    | –       | 1       | –                       |
| 30. | 15 stycznia  | 1994 | Oslo           | 15 km stylem dowolnym   | 41:16,2    | –       | 1       | –                       |
| 31. | 13 lutego    | 1994 | Lillehammer    | 15 km stylem dowolnym   | 39:44,5    | +1:18,5 | 2       | Manuela Di Centa        |
| 32. | 15 lutego    | 1994 | Lillehammer    | 5 km stylem klasycznym  | 14:08,8    | –       | 1       | –                       |
| 33. | 17 lutego    | 1994 | Lillehammer    | 5+10 km pościgowy       | 41:38,9    | –       | 1       | –                       |
| 34. | 6 marca      | 1994 | Lahti          | 30 km stylem dowolnym   | 1:22:50,6  | +1:03,8 | 2       | Manuela Di Centa        |
| 35. | 20 marca     | 1994 | Thunder Bay    | 10 km stylem dowolnym   | 38:18,3    | +15,9   | 3       | Manuela Di Centa        |
| 36. | 25 listopada | 1995 | Vuokatti       | 5 km stylem klasycznym  | 15:41,3    | –       | 1       | –                       |
| 37. | 29 listopada | 1995 | Gällivare      | 10 km stylem dowolnym   | 28:56,3    | +21,1   | 2       | Stefania Belmondo       |
| 38. | 10 grudnia   | 1995 | Davos          | 10 km stylem klasycznym | 41:12,1    | –       | 1       | –                       |
| 39. | 13 grudnia   | 1995 | Brusson        | 10 km stylem dowolnym   | 41:47,8    | +0,4    | 2       | Jelena Välbe            |
| 40. | 17 grudnia   | 1995 | Santa Caterina | 10 km stylem klasycznym | 30:18,3    | +5,6    | 2       | Łarisa Łazutina         |
| 41. | 5 stycznia   | 1997 | Kawgołowo      | 15 km stylem dowolnym   | 47:32,6    | +45,2   | 3       | Jelena Välbe            |